# Цено Вельсерсхаймб
Граф Цено Філомен граф Вельзер фон Вельсерсхаймб (нім. Zeno Philomenus Graf Welser von Welsersheimb; 1 грудня 1835, Любляна — 2 лютого 1921, Таб) — австро–угорський державний діяч, дипломат і воєначальник, міністр ландвера в Цислейтанії в 1880–1905 рр.

## Біографія

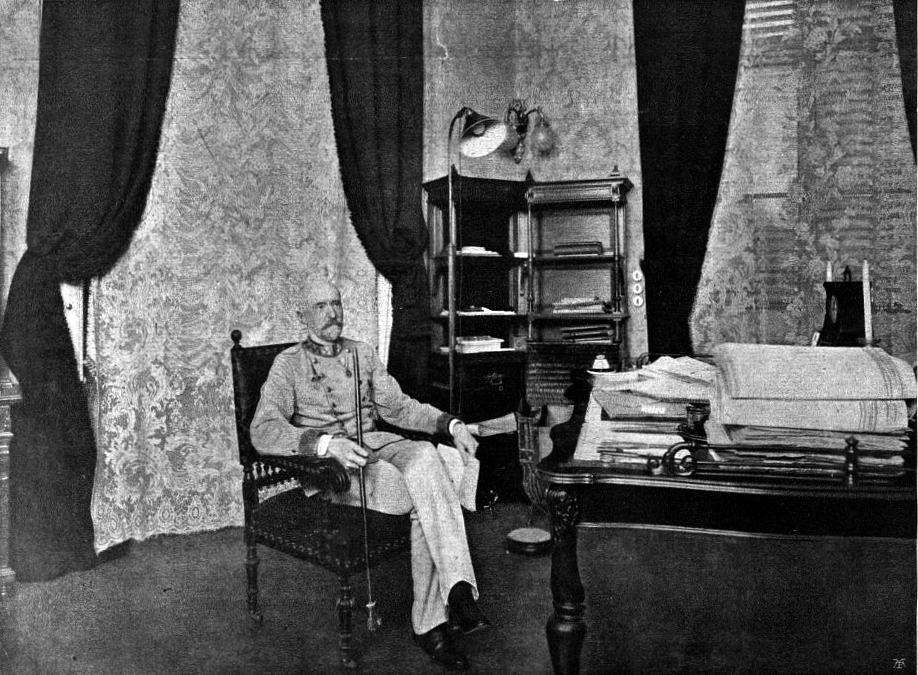
Цено Вельсерсхаймб у своєму офісі, 1901 р.

Народився у сім'ї графа Леопольда Каспера Вінценца Вельзера фон Вельсерсхаймба (1793–1874), губернатора Іллірії та Марії Ізабель Йоганни Антонії (1796 –1858), графині Сапарі фон Мурасзомбат. Належав до почесного роду Вельзерів.
У 17 років у званні кадета вступив на військову службу. У 1853 отримав звання лейтенанта, в 1857 під час служби в 39–му піхотному полку отримав звання оберлейтенанта. Вступив до військової академії і закінчивши її в 1859 переведений в званні капітана до Генерального штабу Збройних сил Австро-Угорщини. Брав участь в Австро–італо–французькій війні 1859 року. Під час Австро–прусської війни 1866 року служив флігель-ад'ютантом ерцгерцога Альбрехта, був у нього в довірі, розробляв важливі документи. Удостоєний чину майора.

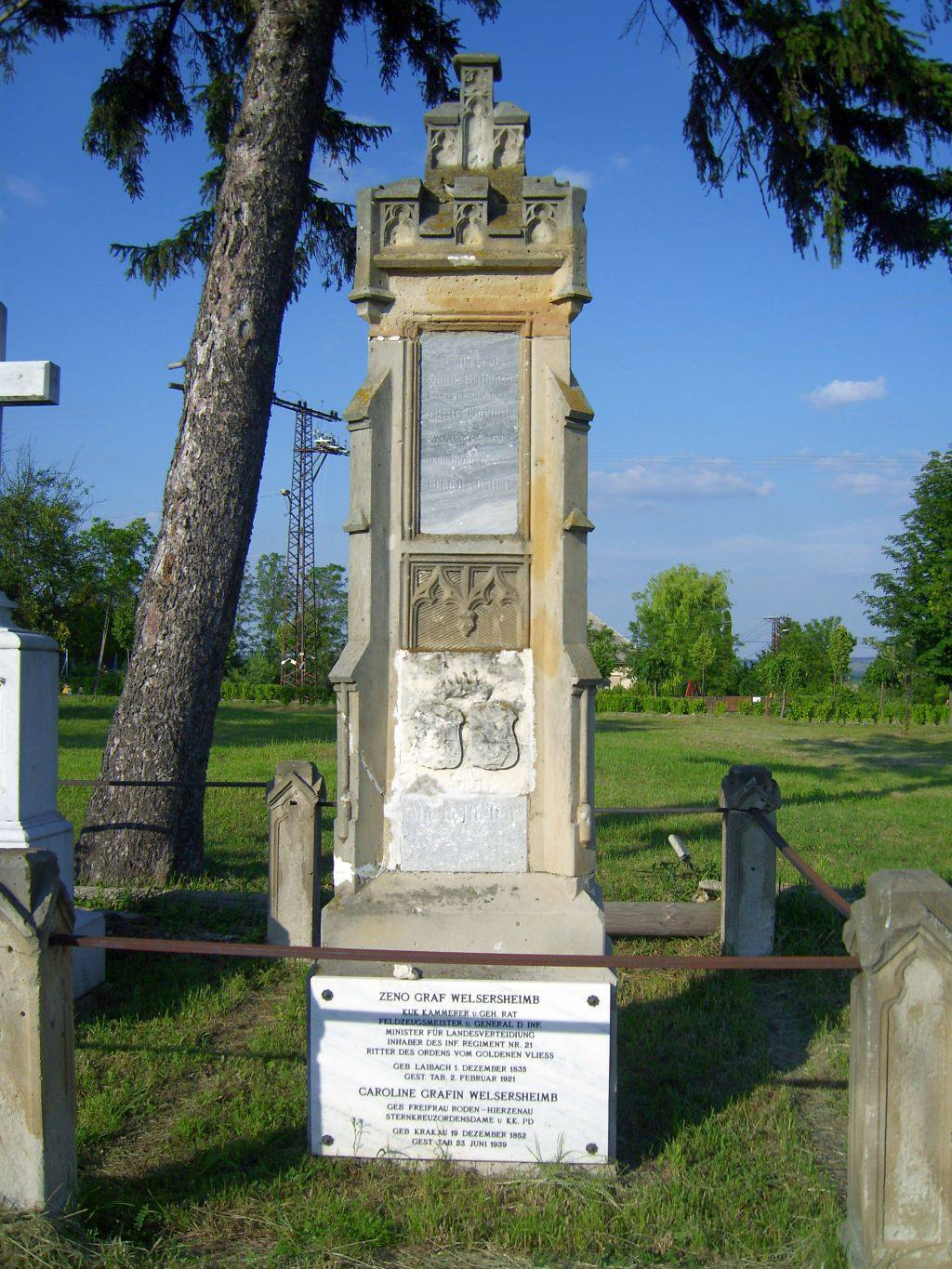
Надгробок сім'ї Вельсерсхаймбів у Табо.

Після війни служив військовим аташе у посольстві у Франції (1869–1870), потім у Пруссії та Німеччині (1870–1875). Під час своїх дипломатичних місій у Парижі та Берліні він мав достатню можливість вивчити політичні та військові відносини обох держав і, неодноразово відвідуючи табір Шалон, систему таборів французької армії. Тоді, влітку 1870 року, коли відносини у Франції та Пруссії почали вороже погіршуватися, граф Вельсерсхаймб і його заступник на паризькому посту, майор граф Уекскюль, були викликані до Відня, щоб висловити свої погляди на ймовірний результат війни, майбутню боротьбу. Обидва вони тоді дуже чітко заявили, що, згідно з їхніми уявленнями, французька армія в її стані на той час не зрівнялася з німецькою армією і що тому Франція повинна зазнати поразки в боротьбі з Німеччиною. Ця думка, висловлена обома офіцерами в найбільш переконливий спосіб мала вирішальний вплив на політичне ставлення Австрії до двох великих держав, які готувалися до битви.
Граф узагальнив свої попередні дослідження про французьку армію у більшому есе, яке з'явилося під назвою: «Огляд французької армії на початку 1861 року» у другому томі «Австрійської військової армії» за 1861 рік вийшов особливим виданням. Крім того, граф Вельсерсхаймб написав: «Елементи військового мистецтва», які складають дев'ятий том у «Військовій бібліотеці» за редакцією капітана Юліуса Кюнеля.
Поступово просунувся в дипломатичній службі до штабного офіцера, в 1872 отримав чин полковника і служив у 44-му піхотному полку. В 1875 призначений командиром 42–го піхотного полку, в 1877 — командиром 18-ї піхотної бригади. У 1878 став генерал-майором, командиром 16–ї піхотної бригади.
У 1880–1905 роках обіймав посаду Міністра національної оборони Цислейтанії (в народі відоме як Міністерство ландвера). З 1883 — фельдмаршал–лейтенант. З 1887 був членом Палати панів (нім. Heerenhaus) Рейхсрату Цислейтанії та почесним шефом 21–го піхотного полку. З 1890 — фельдцейхмейстер.
Що стосується його державної діяльності на посаді міністра оборони, його останнім і політично дуже важливим актом було введення Закону про ландштурм (1886), який було прийнято після ретельних обговорень у Палаті представників, а потім опубліковано, Закони про ландвер (1883, 1893), Закон про оборону (1889). Внаслідок цього ландвер отримав фіксований щорічний рекрутський контингент у 10 000 (14 500 з 1903 р.) чоловіків. Підґрунтям його відставки була нездатність збільшити цей контингент через конфлікт з Угорщиною, який граф Цено спричинив у 1903 р., а також його відмова від вимог посилення угорського впливу в армії.
Граф Цено був одружений з баронесою Кароліною Роден фон Гірценау (1852–1939), яка народила двох синів і трьох доньок. Після виходу на пенсію він здебільшого жив у Граці та в сімейному маєтку в Табі.

## Пам'ять
В 1905 році до 25–ї річниці очолювання Цено Вельсерсхаймбом Міністерства національної оборони Цислейтанії було викарбовано пам'ятні бронзові монети з його зображенням.

## Нагороди
- Кавалер Ордену Золотого руна (№ 1117);
- Хрест військових заслуг І ступеня (1866 р.);
- Орден Залізної корони І ступеня (1868 р.);
- Лицарський хрест Ордену Леопольда (1872 р.)